# Wormersdorf
Wormersdorf ist ein Stadtteil und eine Ortschaft der Stadt Rheinbach im Rhein-Sieg-Kreis im Süden von Nordrhein-Westfalen. Bis zur kommunalen Neuordnung 1969 war Wormersdorf eine selbständige Gemeinde. Mit dem zugehörigen Ortsteil Klein Altendorf und 3.460 Einwohnern ist Wormersdorf größter Stadtteil Rheinbachs.

## Geographie
Die Ortschaft liegt in der Voreifel, naturräumlich in der Swistbucht, südöstlich vom Zentrum der Stadt Rheinbach und südwestlich der benachbarten Stadt Meckenheim. Nächstgelegener Nachbarort ist der Meckenheimer Stadtteil Ersdorf, etwa 2 km südöstlich von Wormersdorf. Westlich am bewaldeten Abhang des Ahrgebirges liegt die in der Region bekannte Burgruine Tomburg, um die sich zahlreiche Sagen ranken.
Regelmäßige Busverbindungen bestehen ins Zentrum von Rheinbach, nach Meckenheim sowie nach Bad Neuenahr-Ahrweiler im Norden von Rheinland-Pfalz. Der nächste Bahnhof ist Meckenheim (Bz Köln) an der Voreifelbahn Bonn  Hbf – Rheinbach – Euskirchen, Kursbuchstrecke 475.

## Geschichte
Wormersdorf wurde erstmals im Jahr 832 als Wormarstorp urkundlich erwähnt. Es handelte sich dabei um eine fränkische Siedlung im Swistgau. Der Name wird vom Personennamen „Wurmmar“ hergeleitet. Archäologische Funde belegen ebenfalls, dass Wormersdorf bereits im 9. Jahrhundert besiedelt war. So stieß man bei Ausschachtungen auf einen Brunnen, der teilweise mit Gefäßen, Scherben und Eisengeräten gefüllt war, die dem 9. Jahrhundert angehören und die beweisen, dass zu dieser Zeit in Wormersdorf bereits eine Siedlung bestand. Aus diesem Jahrhundert stammen auch die Anfänge der Tomburg.
Um 900 nahm Hermann aus der Familie der lothringischen Pfalzgrafen der Ezzonen seinen Sitz auf der Tomburg. Sein Sohn Ezzo heiratete Mathilde, eine Tochter Ottos II., des Kaisers des Heiligen Römischen Reichs. Aus der Ehe gingen zehn Kinder hervor, darunter Richeza, die 1025 Königin von Polen wurde. Richeza soll auf der Tomburg geboren sein.
Wormersdorf wurde am 1. August 1969 in die Stadt Rheinbach eingegliedert und wurde Wormersdorf einer von neun Ortsteilen der Stadt. Bis zu diesem Zeitpunkt gehörte Klein Altendorf zur  Ortschaft Wormersdorf.

### Entwicklung der Einwohnerzahl
Einwohnerzahl ab 2019, gesamt mit Haupt- und Nebenwohnung.
| Jahr | Einwohner | Delta |
| ---- | --------- | ----- |
| 1816 | 496 1     |       |
| 1852 | 1.003     | 507   |
| 1905 | 1.022     | 19    |
| 1939 | 952       | −70   |
| 1946 | 1.110     | 158   |

| Jahr | Einwohner | Delta |
| ---- | --------- | ----- |
| 1969 | 1.711     | 601   |
| 1998 | 3.023     | 1.321 |
| 20.. |           |       |
| 2019 | 3.579     |       |
| 2020 | 3.542     | −37   |

| Jahr | Einwohner | Delta |
| ---- | --------- | ----- |
| 2021 | 3.481     | −61   |
| 2022 | 3.482     | 1     |
| 2023 | 3.465     | −17   |
| 2024 | 3.460 2   | −5    |
| 2025 |           |       |

Wormersdorf ist derzeit die größte Ortschaft in der Stadt Rheinbach.

## Kultur und Sehenswürdigkeiten

Sehenswürdigkeiten
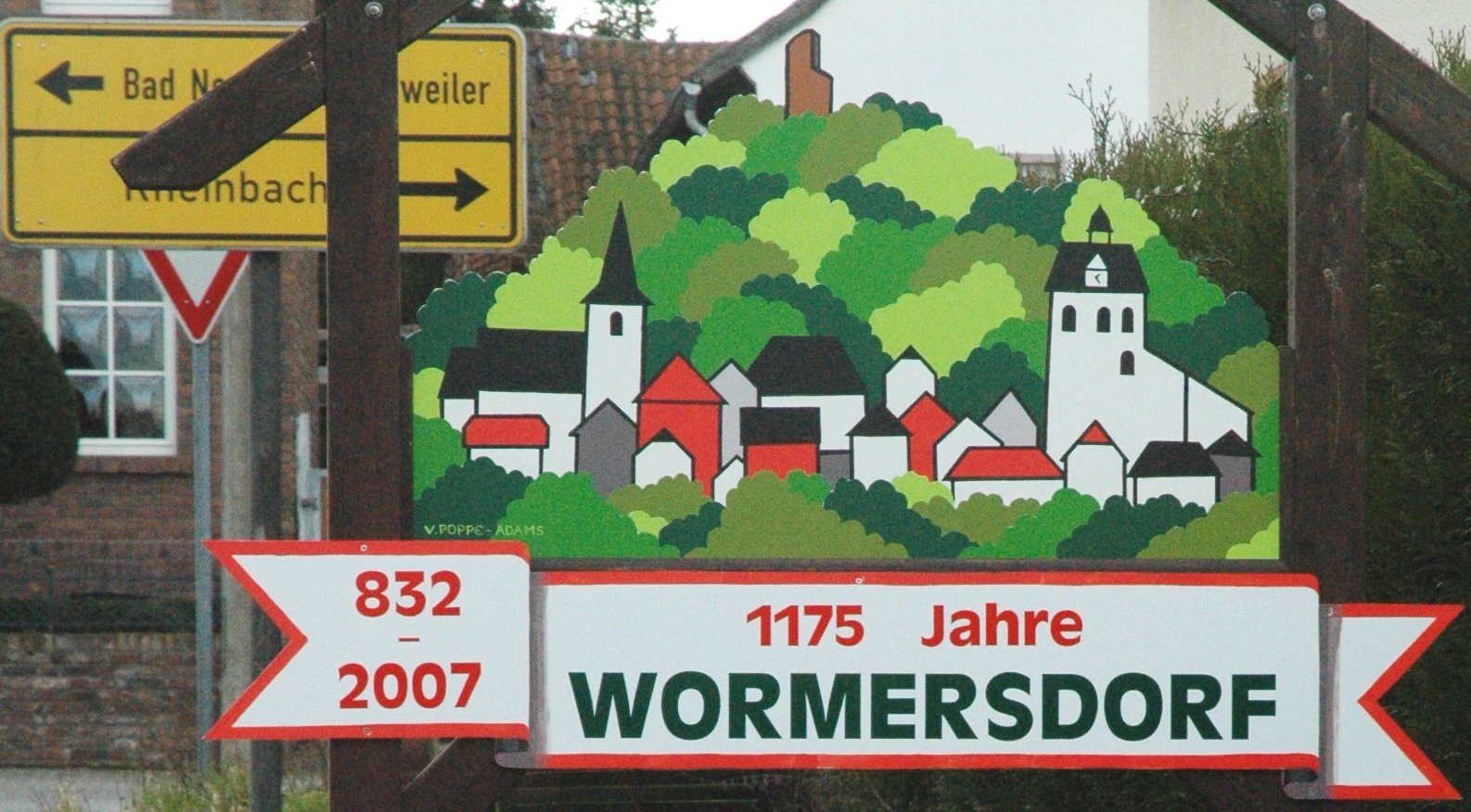
Wormersdorf 1175 Jahre
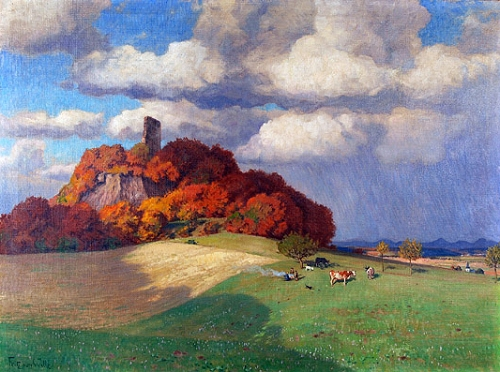
Tomburg mit Blick auf Wormersdorf
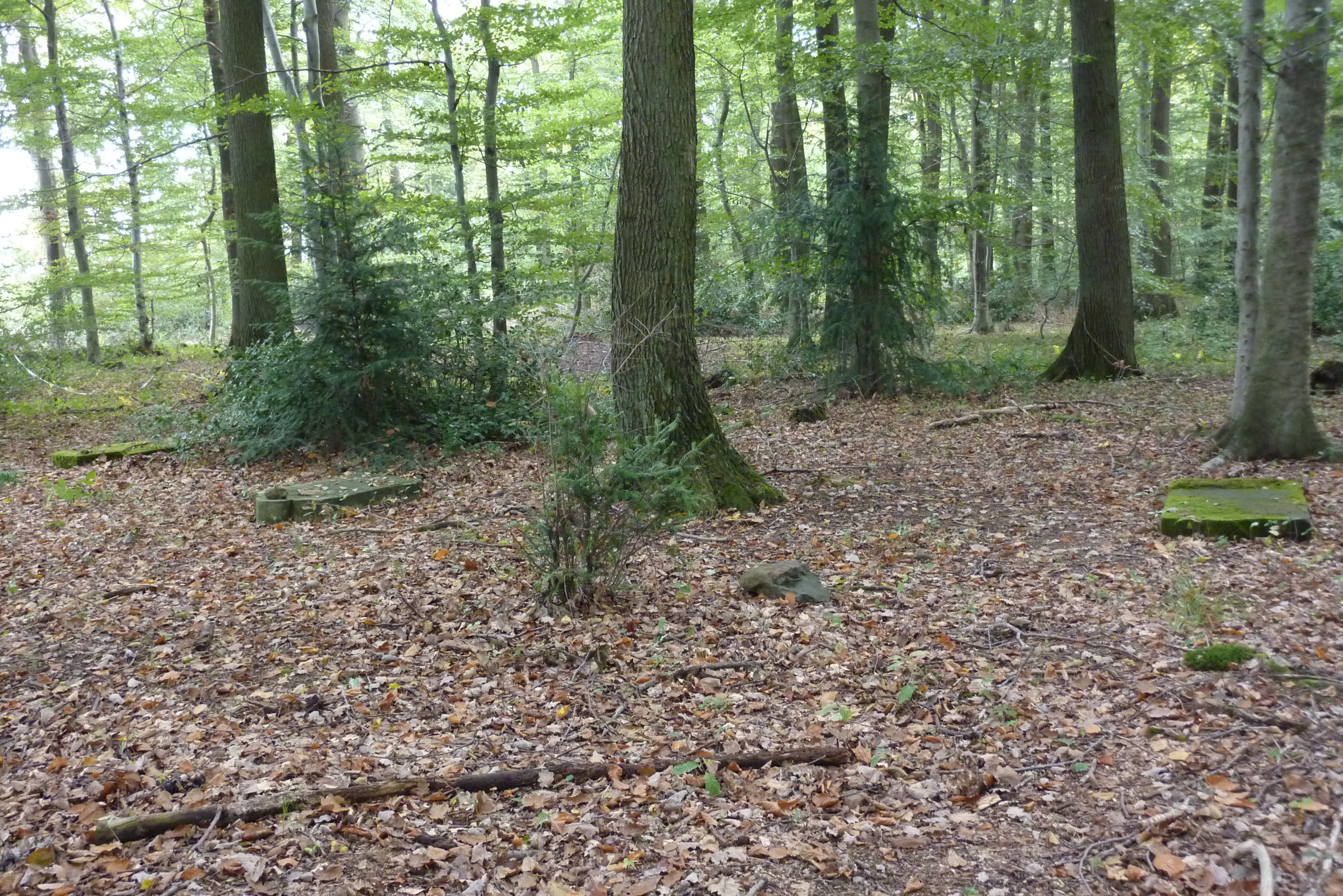
Jüdischer Friedhof, drei liegende Grabsteine
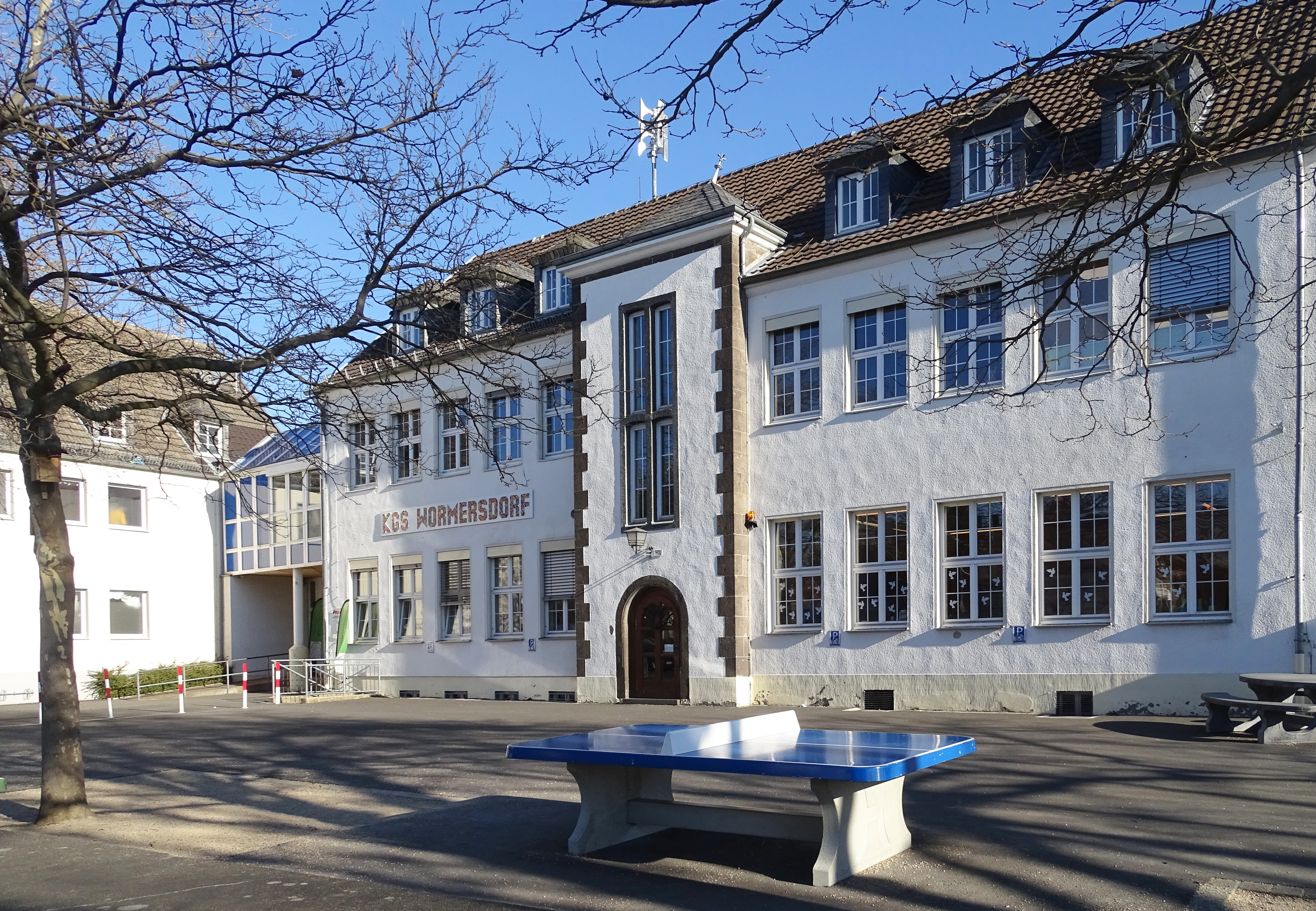
Wormersdorfer Schule
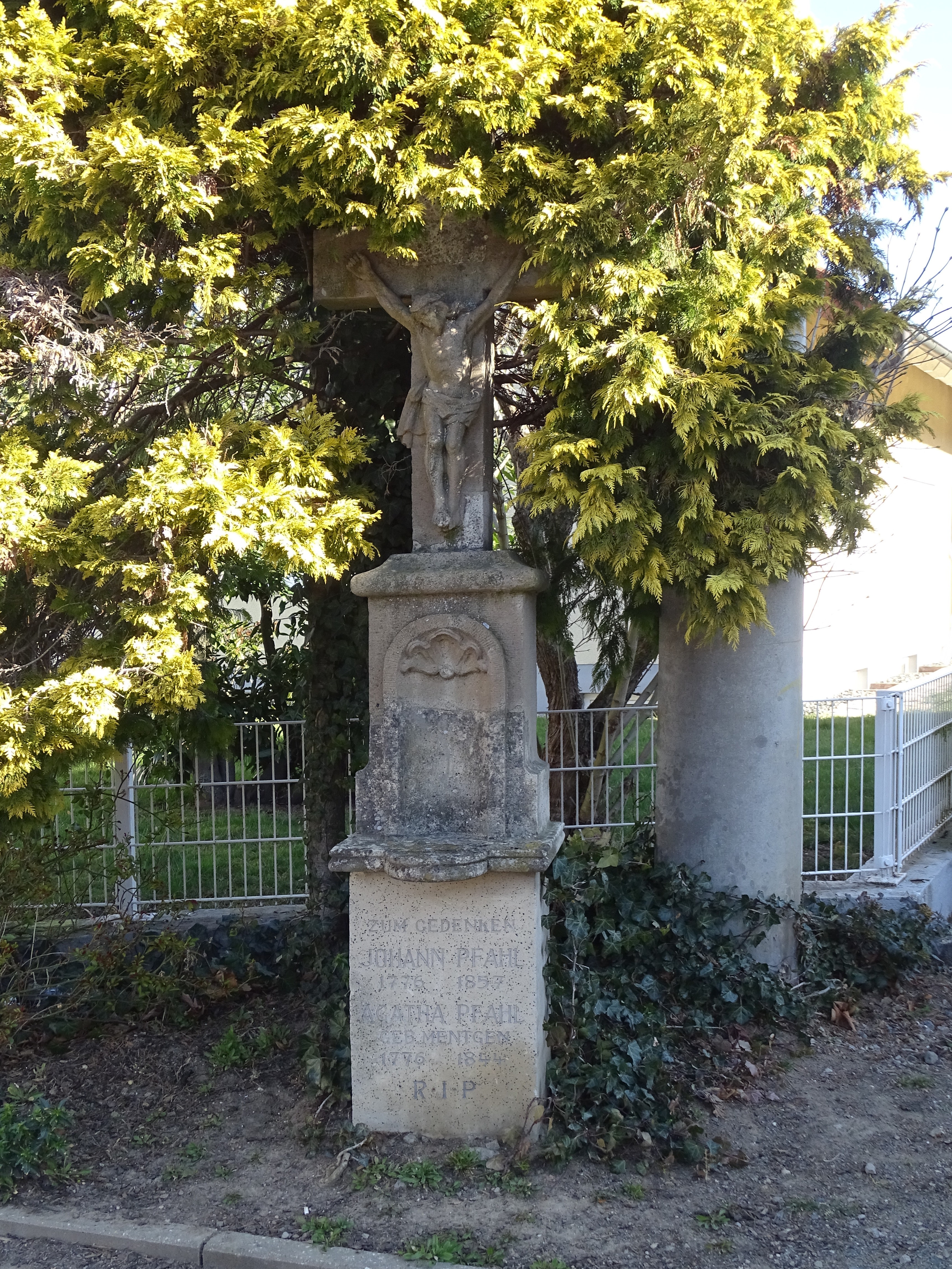
Wegekreuz von 1844

### Kirche
Die evangelischen Christen gehören zur Evangelischen Kirchengemeinde Meckenheim.
Die katholische Pfarrgemeinde St. Martin Wormersdorf bildet mit den Pfarreien St. Johannes der Täufer (Meckenheim) Meckenheim, St. Jakobus der Ältere Ersdorf-Altendorf, St. Petrus Lüftelberg und St. Michael Merl die Pfarreiengemeinschaft Meckenheim im Kreisdekanat Rhein-Sieg-Kreis (Erzbistum Köln). Die heutige Pfarrkirche wurde 1935 geweiht, weil die Kirche im Stadtteil Ipplendorf (heute „Ipplendorfer Kirche“, geweiht 1717) zu klein geworden war. In Wormersdorf bestand zwischen dem 26. Juli 1860 und dem 31. März 1962 eine Niederlassung der Ordensgemeinschaft der Armen Dienstmägde Jesu Christi (Dernbacher Schwestern). Sie versorgten den Ort in ambulanter Krankenpflege und in der Altenversorgung; sie betrieben einen Kindergarten und eine Nähschule.

Sakralbauten
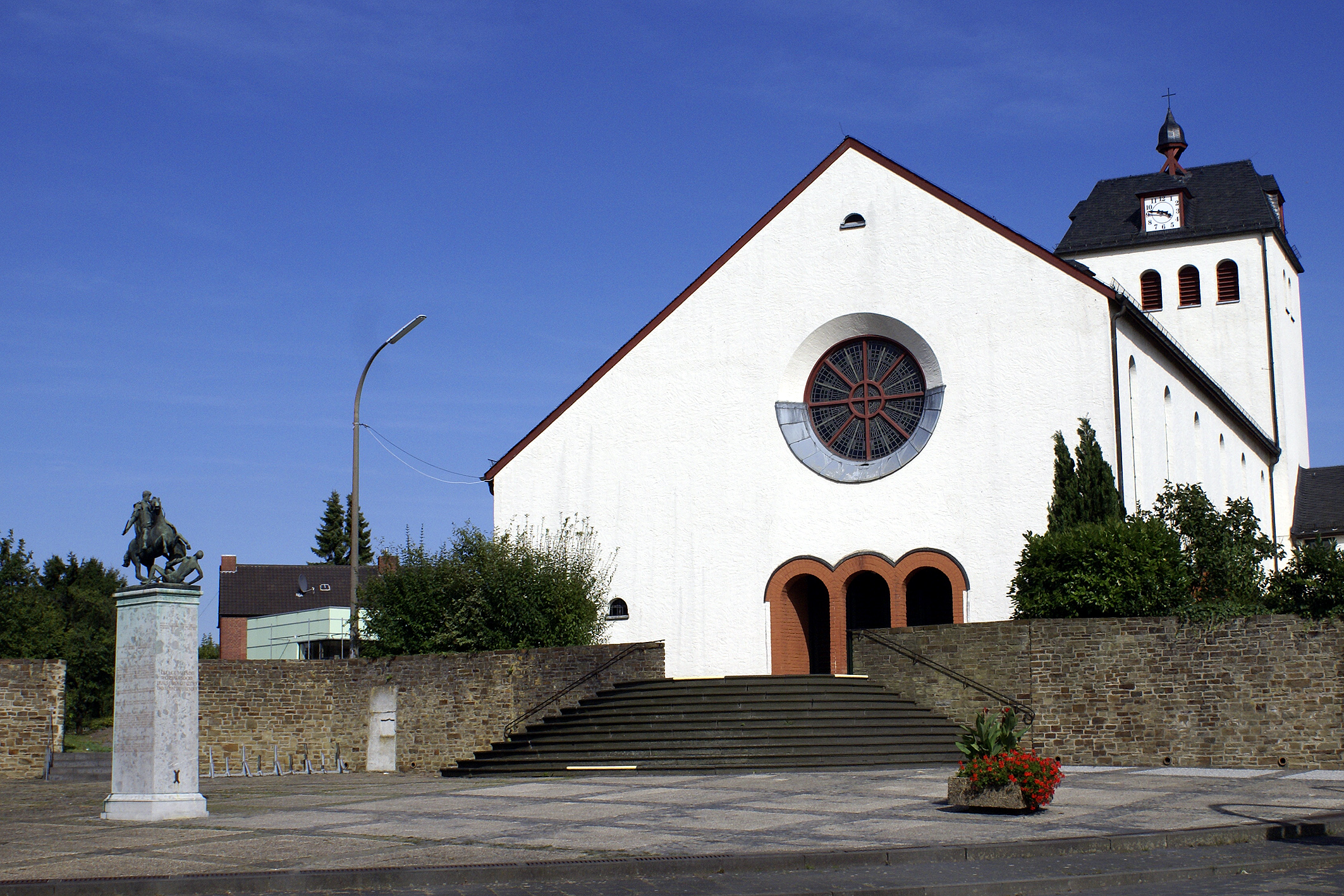
Pfarrkirche mit Martins-Standbild
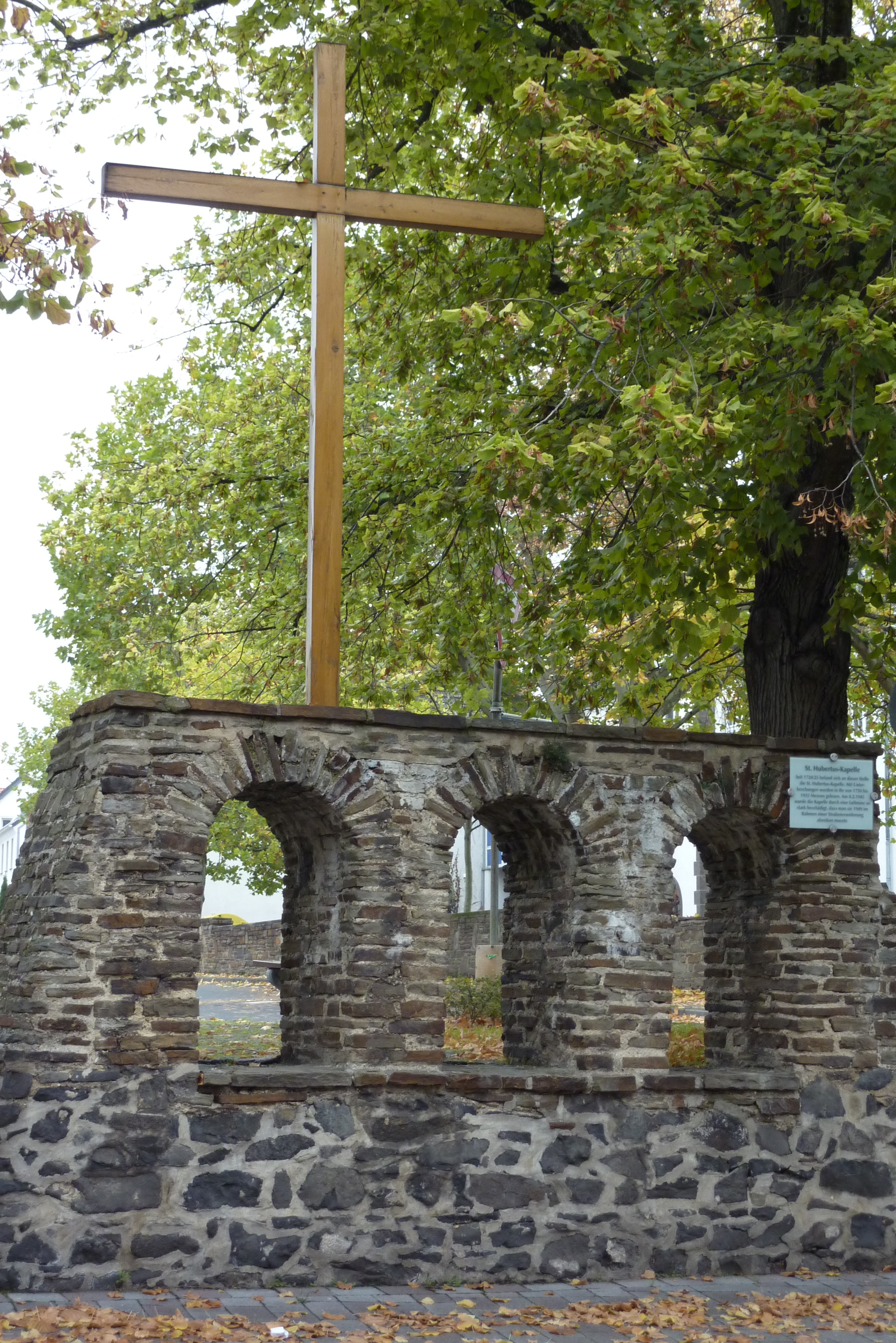
Reste der Hubertuskapelle
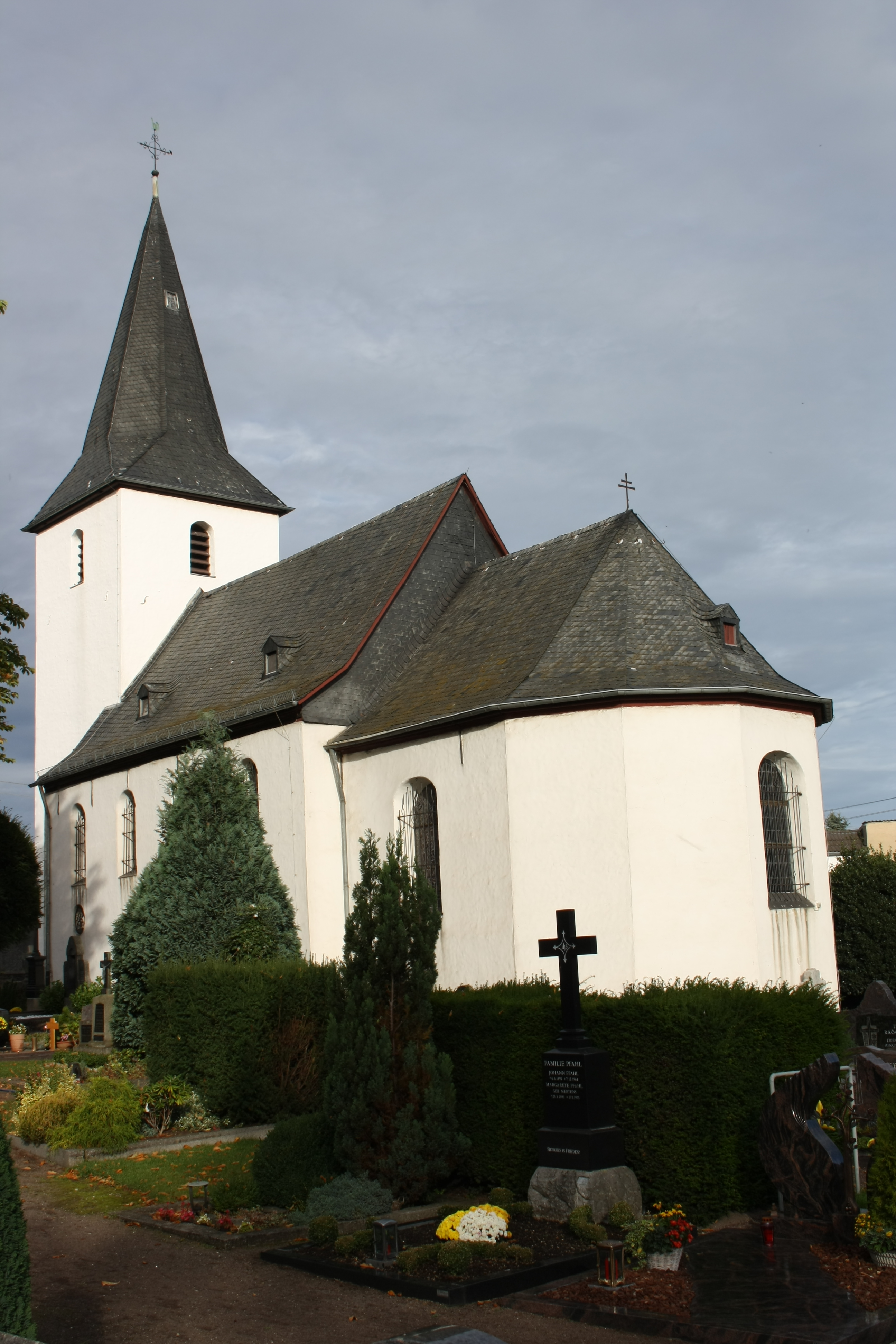
Ipplendorfer Kapelle
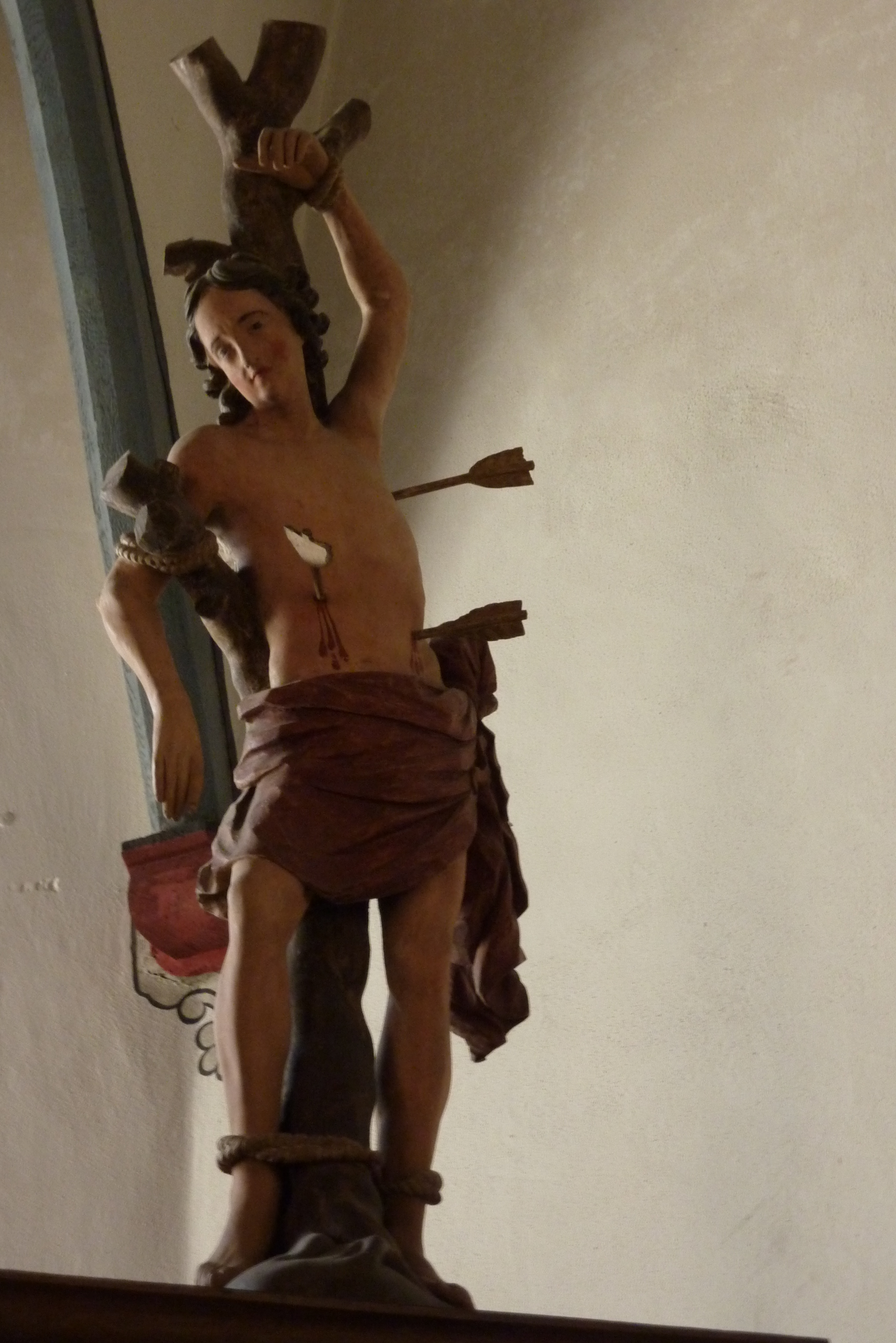
Statue des hl. Sebastian (Ipplendorfer Kapelle)

### Kinder
In Wormersdorf besteht eine viergruppige katholische Tageseinrichtung für Kinder und eine katholische Grundschule.

### Musik
Der älteste Musikverein ist der „Männer-Gesang-Verein Wormersdorf“, der 1879 gegründet wurde.
Seit 1923 existieren in Wormersdorf die „Musikfreunde Fidelia Wormersdorf“, zunächst als Tambourcorps gegründet und 1981 in eine Blaskapelle umgewandelt. Heute widmen sie sich hauptsächlich dem Spiel sinfonischer Blasmusik.
Seit 1951 besteht das Fanfarencorps der Landsknechte Wormersdorf. 1986 gründeten sich die „Original-Tomburg-Musikanten“, eine Blaskapelle.

## Artenschutzturm

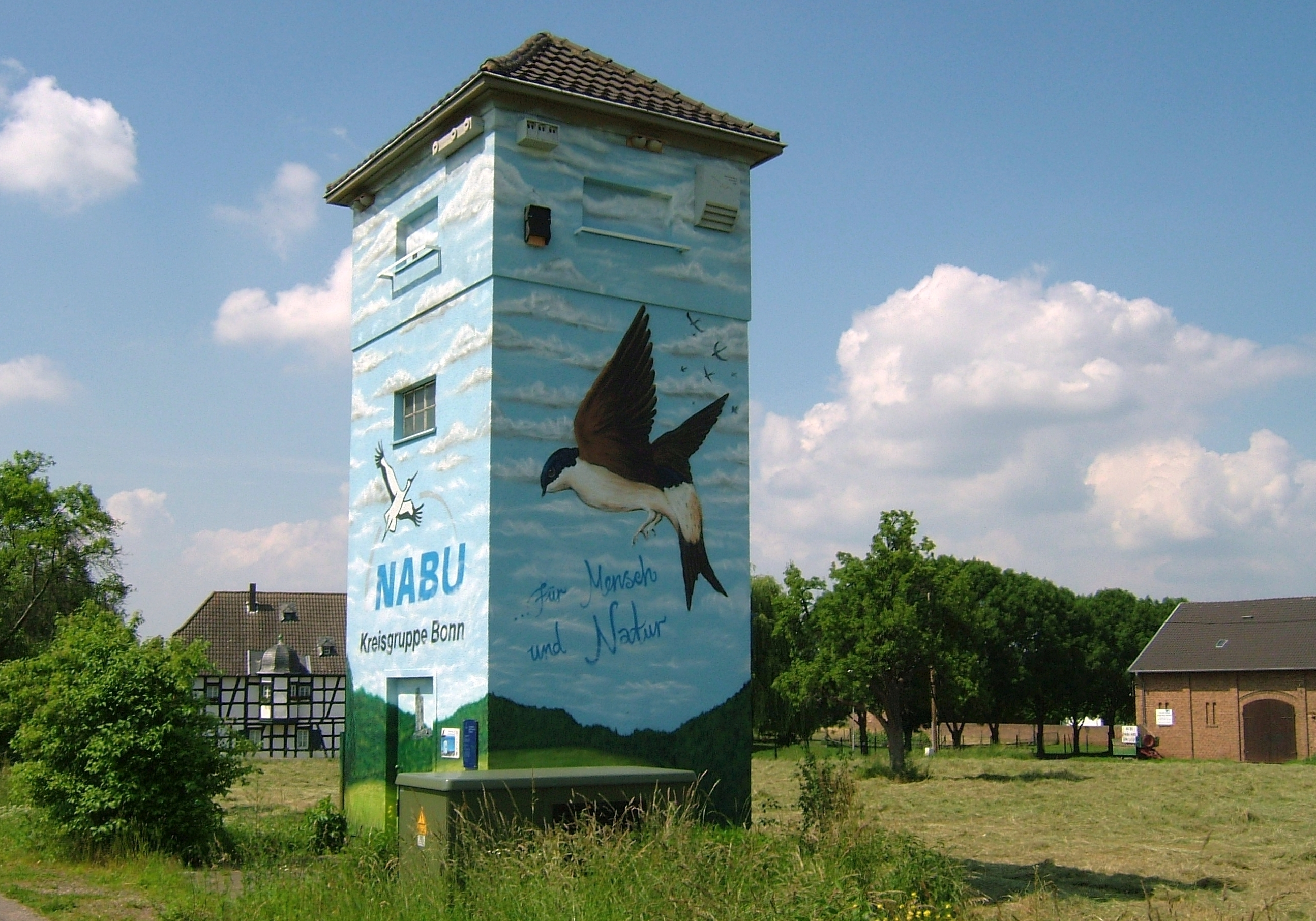
Artenschutzturm des Naturschutzbunds (NABU), Kreisgruppe Bonn

Im März 2018 wurde am Ortsrand von Wormersdorf Klein-Altendorf ein Artenschutzturm eingeweiht. Das ist ein ehemaliger Trafoturm, der dem Energieunternehmen Innogy (früher RWE) gehörte und nicht mehr gebraucht wurde. Durch Übergabe des Gebäudes an das Land NRW und durch den Einsatz des Naturschutzbundes Deutschland (NABU Bonn) sowie vieler ehrenamtlicher Helfer und Spender konnte das funktionslos gewordene Gebäude zur Herberge für viele bedrohte Vogelarten, Fledermäuse und Insekten umgenutzt werden. In Zeiten, in denen z. B. durch Dachausbauten und Wärmedämm-Maßnahmen ständig Nistplätze und Brutstätten verschwinden, erfüllt der Turm damit eine wichtige Artenschutzfunktion. Die frühere Aufgabe der Trafoturmstation wird von einer neuen Anlage übernommen, die sich direkt daneben befindet und wesentlich kleiner und kompakter ist.

## Persönlichkeiten
- Heinrich Joseph Floß (1819–1881), Theologe und Kirchenhistoriker, in Wormersdorf geboren
- Manfred Esser (1938–1995), Schriftsteller, in Wormersdorf geboren

### Ortsvorsteher
Nachstehende Ortsvorsteher wurden nach der kommunalen Neugliederung vom 1. August 1969 gewählt und ernannt: 
- n.n.
- Günter Zavelberg (1998– …)[5]
- Klaus Beer (… –2020)
- Rolf Münch (2020– …)[6]

AnmerkungOrtsvorsteher verblieben nach der Wahl jeweils kommissarisch im Amt, bis zur Ernennung der Nachfolger.